# Michel D'Hooghe (cyclisme)
Pour les articles homonymes, voir D’Hooghe.
Michel D'Hooghe, né le 19 mai 1912 à Zele et mort le 12 mai 1940 à Lokeren, est un coureur cycliste belge. Il fut professionnel de 1933 à 1940. Il est tué lors de la débâcle, victime d'un bombardement.

## Palmarès
- 1933
  - Circuit des régions flamandes des indépendants
- 1934
  - 3e du Grand Prix du 1er mai
- 1935
  - 2e Circuit du Houtland-Torhout
  - 2e du Grote Prijs Dr. Eugeen Roggeman
- 1936
  - Tour du Limbourg
  - Grand Prix de Zwevegem
  - 2e du Prix national de clôture
  - 2e du Grand Prix du 1er mai
  - 2e du Grand Prix de la ville de Vilvorde
  - 2e du Grand Prix de la ville de Saint-Nicolas
  - 2e du Circuit de Flandre centrale
  - 2e de la Vlaamse Pijl Kalken
  - 3e du De Drie Zustersteden
  - 3e du championnat de Belgique sur route
- 1937
  - Tour des Flandres
  - Grand Prix de la ville de Saint-Nicolas
  - 2e du Grand Prix de la ville de Vilvorde
  - 2e du Grand Prix de l'Escaut
  - 3e du Circuit de Flandre centrale
  - 7e du championnat du monde sur route
- 1938
  - 2e de Anvers-Gand-Anvers